# Амойська операція
Амойська операція (відома також як Сяменська операція) — операція Імператорської армії Японії з метою транспортної блокади Китайської Республіки та її ізоляції від зовнішнього світу.
В ході цієї операції 5-й імператорський флот заблокував острів Амой (Сямень), закривши таким чином сполучення між островом і провінцією Фуцзянь. Гарнізон острова пручався протягом двох діб і здався після того, як у китайців закінчилися припаси.